# خالد ميلاسنتوس
آرثر ميلاسنتوس اعتنق الإسلام وأصبح اسمه خالد ميلاسنتوس.
وله دكتوراة في اللاهوت ومن ثم أصبح أستاذا بروفيسورا. وكان ثالث شخصية في مجمع كنائس آسيا.[ما هي؟]

## قال
قبل الإسلام كنت عبد نفسي وبعد الإسلام أنا عبد الله.

## كيف اعتنق الإسلام
في أثناء عمله بالتنصير عام 1983 م قرر قراءة القرآن للرد على المسلمين، فطلب الكتاب المقدس من مسلم, وأعطيه شرط أن يتطهر.
يقول عن أول تجربة له مع القرآن :
"شعرت أولا بصراع داخلي عنيف، فثمة صوت يناديني ويحثني على اعتناق هذا الدين الذي يجعل علاقة الإنسان بربه علاقة مباشرة لا تحتاج لوساطات قس ولا تباع فيها صكوك الغفران، وفي يوم توضأت ثم أمسكت بالقرآن فقرأت "أفلا يتدبرون القرأن أم على قلوب أقفالها" فأحسست بقشعريره ثم قرأت "اليوم أكملت لكم دينكم وأتممت عليكم نعمتي ورضيت لكم الإسلام دينا" فحلت الطمأنينة في الروح الحائرة وشعرت أني خلقت من جديد.
في تلك الليلة لم يصبر حتى طلوع الشمس، بل اتجه إلى منزل صديقه المسلم فورا يسأله عن كيفية اعنتاق الإسلام، وبين حيرة الصديق ودهشته نطق آرثر بالشهادة.

## روابط
- هكذا اعتنق الإسلام خالد